# 摩訶迦葉
摩訶迦葉，又被稱為大迦葉、摩訶迦葉波、迦葉波、迦葉，為釋迦牟尼十大弟子之一，在釋迦牟尼弟子中，被稱為頭陀第一。在釋迦牟尼入滅後，大迦葉成為僧團領袖，在王舍城召集第一次結集。禪宗尊他為第一代祖師。

## 姓名及出身
摩訶迦葉的姓為迦葉波。原為印度古仙人之名，意思是大龜，因為這位仙人身上放的光，能夠掩蓋其他光芒，因此又有光波、飲光的意思。後來成為其氏族之姓。在佛陀弟子中，有多位成員也姓迦葉，如迦葉三兄弟、十力迦葉。因為他最年長，以及為表示尊崇，所以冠上摩訶（意思是大）的頭銜，稱他為大迦葉，以作區別。
他的名為畢鉢羅（Pipphali），或譯畢鉢波羅延、梯毘犁。本為樹名，其父母在樹下祈願後出生，因此以樹為名。
摩訶迦葉出生於摩揭陀國王舍城，其家境富裕。父名迦毘羅（Kapila），母名檀那，其妻名為婆陀。一說生於摩揭陀國尼拘律城，其父名尼拘律。可能出身跋耆族。

## 簡介
大迦葉生於摩羯陀國王舍城近郊的一個大港村（Mahātittha），其父名迦毘羅， 其母名Sumanadevi。他的原名是Pipphali。其父擁有十六個村落，如同一個小王國。迦葉放棄家業出家，成為沙門，在王舍城那羅聚落中的多子塔所修行，後來於釋迦牟尼佛成道後第三個月皈依，成為釋迦牟尼佛的弟子，八日後即證入阿羅漢境地。
大迦葉人格清廉，年紀又長，曾受佛陀分予半座與僧伽梨衣，為頭陀第一。《增一阿含經》說大迦葉曾經自言，即使佛陀沒有出世，他也可以依自己的努力成為辟支佛。但上座部巴利經沒此說法。
佛陀入滅後，成為佛教教團領導者，於王舍城召集第一次結集。大迦葉對阿難舉發一連串的過失。包括佛索水而不與，不問佛小小戒，請佛度女人出家，先令女人禮佛舍利而汙佛足，為佛縫衣而以足躡等等。
在這些或多或少的過失中，可歸納為三類：一、有關戒律問題；二、有關女眾問題；三、有關侍佛不周問題。真正的問題，是不問微細戒，及請度女眾，所以《毘尼母經》，只提到這兩點。《銅鍱律》、《五分律》、《十誦律》都以不問微細戒為第一過；而《四分律》 等，都以請度女人為第一。
在結集前半夜，阿難進入窟內，參與結集。阿難被大眾推上猊座，開始誦出：“如是我聞：一時，佛在。”阿難將記憶中的大法完整背誦出來，所有在座的大比丘如同再一次接受佛陀的教誡一般，為之感動萬分。直至阿難成為弘法繼承者，大迦葉始入雞足山入定，以待彌勒佛出世，方行涅槃。而迦葉為佛弟子中修無執著行之第一人，被稱為「頭陀第一」；又因至今傳誦不絕的公案《拈花微笑》，被中國禪宗尊為西天第一代祖師。
在漢傳佛教中，大迦葉與阿難往往會被雕塑在釋迦牟尼佛身邊，為釋迦牟尼佛之脅侍，與佛一同接受供養。而在南傳佛教中，釋迦牟尼佛身邊則雕塑目犍連與舍利弗較多。
在《法華經》中，大迦葉被佛陀授記將來無量世後成佛，佛號是光明如來。

## 逸事

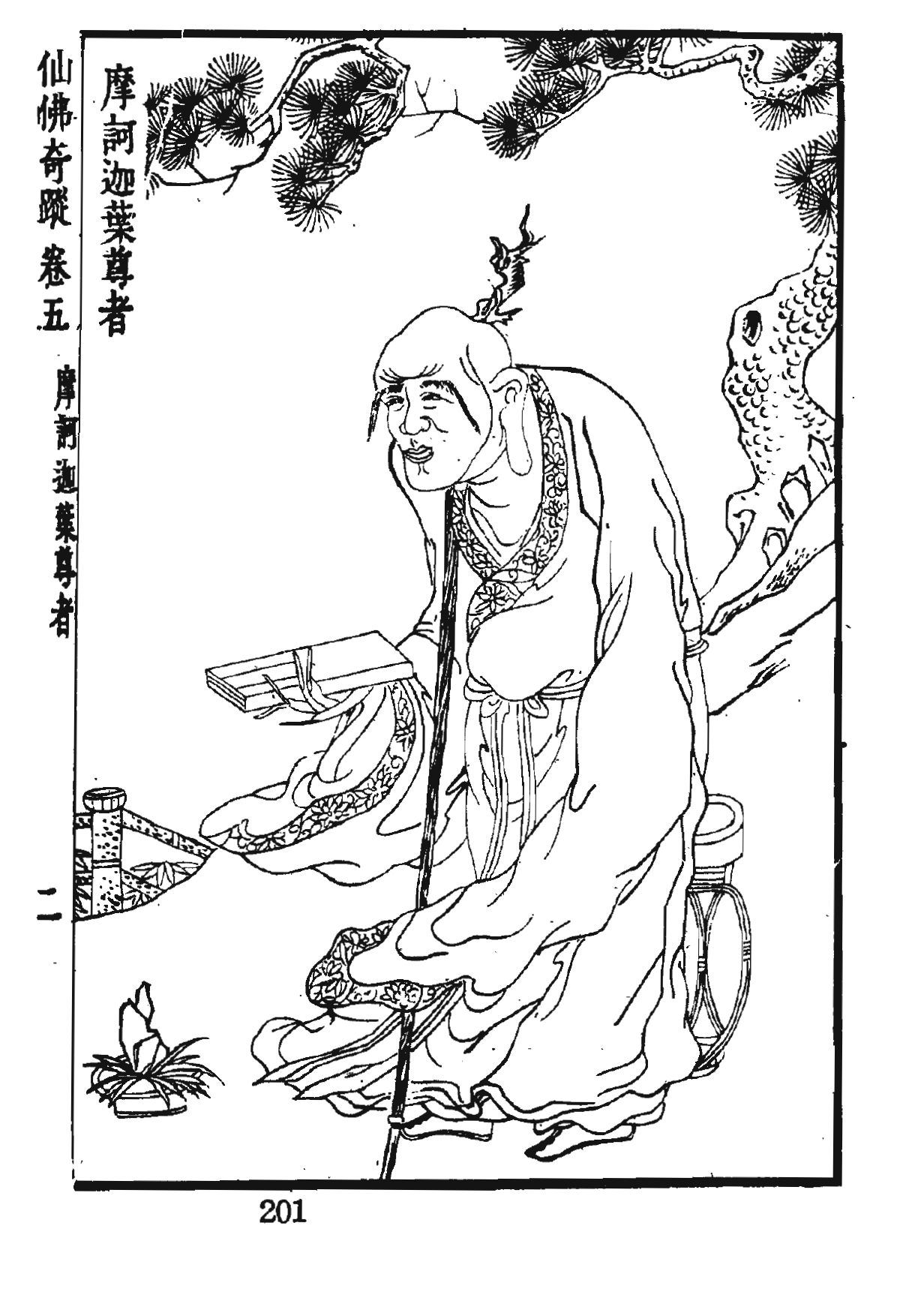
摩訶迦葉尊者

須菩提每次都到富者門第化緣，因他同情窮人的貧困，不願意再讓窮人花費；而大迦葉卻反其道而行，向窮人化緣，因大迦葉想要賜與貧家累積善業的機會。釋迦佛對這兩尊者都加以駁斥，因為都有了願心，應該不起心，不動念才是。認為化緣、布施皆應隨緣，不應該特選布施。
大迦葉、罗侯罗、君屠钵叹尊者、宾头卢等四位尊者，是《弥勒下生经》中佛陀授記的不得入滅，留形住世直到彌勒菩薩下生成佛的四位聲聞阿羅漢。

## 師承
- 釋迦牟尼